# Synagoge (Cieszowa)

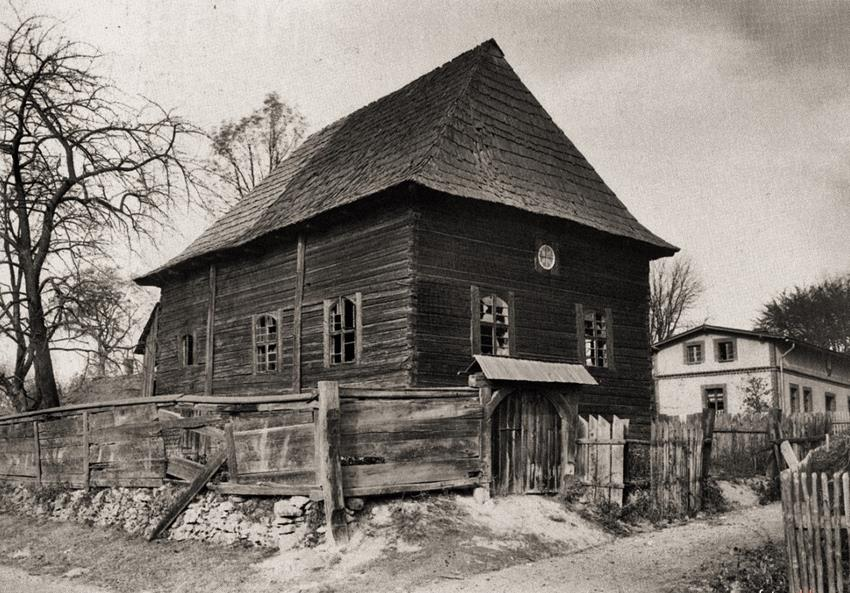
Synagoge in Cieszowa vor 1911

Die hölzerne Synagoge in Cieszowa in der polnischen Woiwodschaft Schlesien stammte aus der zweiten Hälfte des 18. Jahrhunderts. Sie wurde 1911 abgerissen.

## Geschichte
Es gibt mehrerer Angaben für das Erbauungsjahr, die vom Beginn des 17. Jahrhunderts bis 1781 reichen. Als wahrscheinlichstes Jahr gilt allerdings 1741.  Die Zahl der in Cieszowa und Umgebung lebenden Juden verringerte sich gegen Ende des 19. Jahrhunderts immer mehr; 1905 lebten hier keine Juden mehr.
Zwei Jahre später kaufte der katholische Pfarrer Karol Urban das Gebäude für 1200 Taler von der jüdischen Gemeinde mit der Zusicherung, sie weiterhin im unveränderten Stil zu erhalten und sie bei Bedarf den jüdischen Gläubigen für Gottesdienste zur Verfügung zu stellen. In 1908 ließ er sowohl das Dach der Synagoge als auch der katholischen Kirche reparieren. Dafür sprachen ihm die jüdischen Behörden ihren herzlichen Dank aus.
Es ist nicht bekannt, warum das Gebäude dann 1911 abgerissen wurde. Besonders da der Pfarrer Karol Urban verkündet hatte, dass mit dem Kauf sichergestellt werden sollte, dass „niemand es wagen würde, dieses Holzgebäude zu beschädigen“.

## Architektur
Das Gebäude bestand aus dem annähernd quadratischen Hauptraum (dem Männergebetsraum). Im Westen vorgelagert war ein Vestibül und darüber der Frauengebetsraum. Eine im Westen angebaute Galerie war zunächst offen und wurde später verkleidet. Hier befand sich auch die Treppe zum Frauenraum. Der Hauptraum hatte im Süden, Osten und Norden je zwei Fenster. An der Ostseite war hoch über diesen in der Mitte noch ein rundes Fenster. Hier befand sich innen nahezu sicher der Toraschrein. Der Frauengebetsraum hatte rechts und links je ein Fenster. Diese waren kleiner als die anderen Fenster, aber von gleicher Form.
Ein hohes Walmdach bedeckte zusammen Hauptraum und Frauenempore; die Galerie hatte ein Pultdach, das sich an die Westwand anlehnte.
Innen hatte die Synagoge höchstwahrscheinlich ein flaches Tonnengewölbe. Während Hauptraum, Vestibül und Frauenempore dem für Synagogen üblichen Layout entsprechen, ist die vermutete Gewölbekonstruktion für Synagogen ungewöhnlich. Sie ist aber in vielen schlesischen Kirchen dieser Zeit anzutreffen. Dies gilt ähnlich auch für die Galerie im Westen. Aufgrund dieser Ähnlichkeiten, die auch zur in Cieszowa 1751 gebauten katholischen Holzkirche bestehen, kann vermutete werden, dass beide vom gleichen Baumeister errichtet wurden.